# Life coaching
Life coaching – rodzaj coachingu, koncentruje się na osiąganiu celów osobistych; obejmuje: plany życiowe, wizję w życiu, wybitną dbałość o siebie, związki (dla singli, par i rodzin), zdrowie i urodę, kreatywność, wolność finansową, organizację, problemy z dziećmi, nastolatkami i studentami, deficyty uwagi.
Life coaching skupia się na wzroście jakości życia poprzez rozwiązywanie osobistych problemów i odnajdywanie drogi do osiągnięcia postawionych celów. Jest mocno nastawiony na rezultaty i stosowanie skutecznych narzędzi.

## Rodzaje coachingu
- Coaching personalny – nastawiony na rozbudowę sfery wewnętrznej człowieka.
- Life coaching - nastawiony na relacje i życie osobiste.
- Coaching zawodowy – związany z rozwojem, karierą.
- Executive coaching – praca z kadrą zarządzającą przedsiębiorstw.
- Coaching inwestycyjny – związany zazwyczaj z osobistymi inwestycjami.
- Coaching biznesowy – nastawiony na rozwój biznesu.
- Coaching grupowy – nastawiony na radzenie sobie z podobnymi wyzwaniami, przed którymi stoją uczestnicy szkolenia, np. problemy w związkach, relacjach w środowisku pracy, efektywność, przywództwo według Coaching Institute Polska.